# Джалма Кампуш
Джалма Брауме Мануель Абель Кампуш, відоміший як просто Джалма або Джалма Кампуш (порт. Djalma Campos, нар. 30 травня 1987, Луанда) — ангольський футболіст, нападник, фланговий півзахисник клубу «Трофенсе», а також національної збірної Анголи. Чемпіон Португалії у складі клубу «Порту», дворазовий володар Кубка Греції у складі клубу ПАОК.

## Клубна кар'єра
Джалма Кампуш є сином ангольського футболіста Абеля Кампуша, який виступав у низці португальських клубів вищого дивізіону. Джалма Кампуш розпочав займатися футболом у Лісабоні, а в дорослому футболі дебютував 2006 року виступами за фарм-клуб «Марітіму» з Фуншала «Марітіму Б», який грав у нижчих португальських лігах. В основній команді Джалма дебютував 5 травня 2007 року в грі з «Академікою» з Коїмбри.
2 травня 2011 року Джалма Кампуш уклав контракт із клубом «Порту». У першому ж сезоні в складі «Порту» ангольський футболіст стає чемпіоном Португалії. Проте постійним гравцем основи одного із найсильніших клубів Португалії він так і не став, тому наступні три роки він грав у оренді в турецьких клубах «Касимпаша» і «Коньяспор». На початку сезону 2015—2016 років Джалма вже на постійній основі став гравцем іншого турецького клубу «Генчлербірлігі».
14 червня 2016 року Джалма Кампуш уклав контракт з грецьким клубом ПАОК, у складі якого провів наступні два роки своєї кар'єри гравця. У складі клубу з Салонік ангольський футболіст двічі поспіль став володарем Кубка Греції.
До складу клубу «Аланьяспор» приєднався 2018 року. У 2020 році Джалма повернувся до Португалії, де став гравцем клубу «Фаренсе». З початку 2022 року ангольський футболіст грає за інший португальський клуб «Трофенсе».

## Виступи за збірну
2008 року дебютував в офіційних матчах у складі національної збірної Анголи.
У складі збірної був учасником Кубка африканських націй 2010 року в Анголі, Кубка африканських націй 2012 року у Габоні та Екваторіальній Гвінеї, Кубка африканських націй 2013 року у ПАР, Кубка африканських націй 2019 року в Єгипті.

## Титули і досягнення
- Чемпіон Португалії (1):

«Порту»: 2011–2012
- Володар Кубку Греції (2):

ПАОК: 2016–2017, 2017–2018